# Pinheiro (Castro Daire)
Pinheiro ist eine Gemeinde (Freguesia) im portugiesischen Kreis Castro Daire. In ihr leben 669 Einwohner (Stand 19. April 2021).